# Loraphodius kashmirensis
Loraphodius kashmirensis är en skalbaggsart som beskrevs av Sharp 1878. Loraphodius kashmirensis ingår i släktet Loraphodius och familjen Aphodiidae. Inga underarter finns listade i Catalogue of Life.